# Концерт
 Тази статия е за вида представление.  За музикалния жанр вижте Концерт (музикална форма).  
Концертът (от на латински: concerto, „състезавам се“) е вид представление на живо, при което музика се изпълнява пред публика. Представлението може да бъдe на отделен музикант, като в този случай понякога се нарича рецитал, или на музикална група, като оркестър или хор.